# Fama Filmtheater

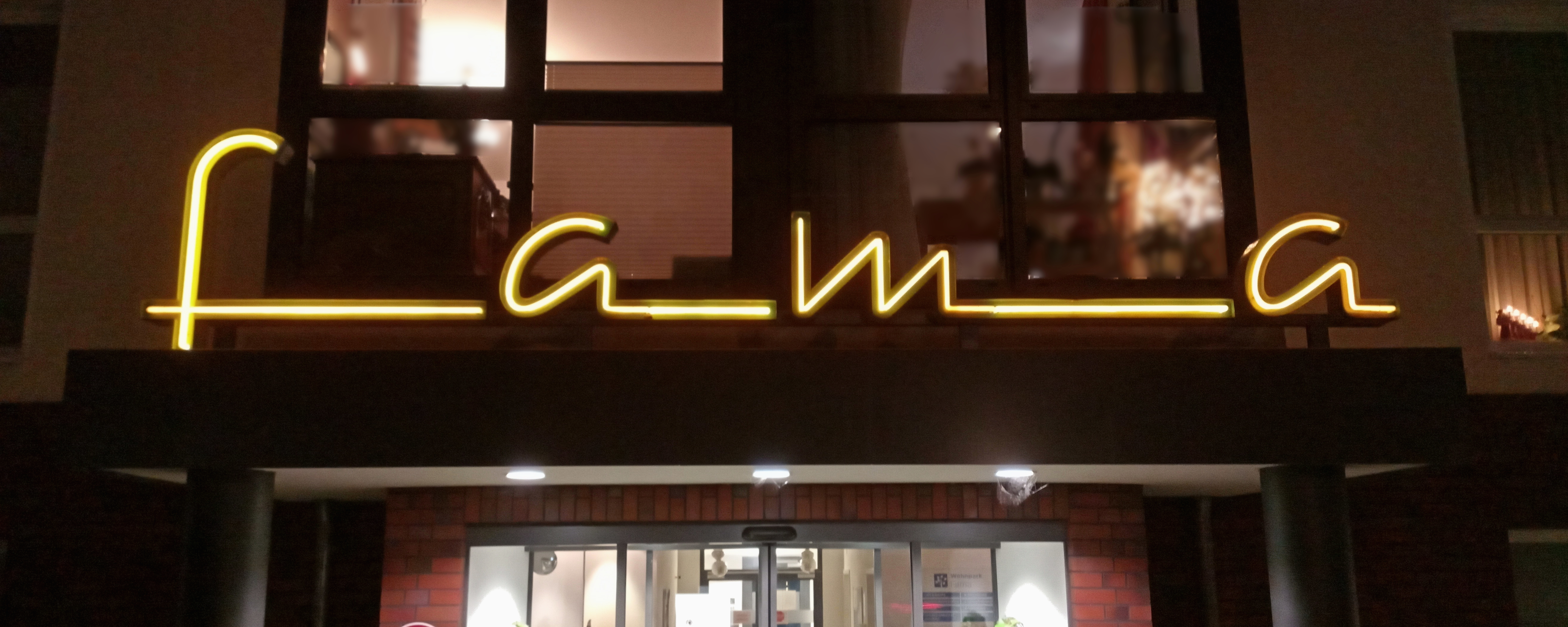
Neon-Leuchtreklameschrift des ehemaligen Fama Filmtheaters, jetzt über dem Eingang des Wohnpark FAMA

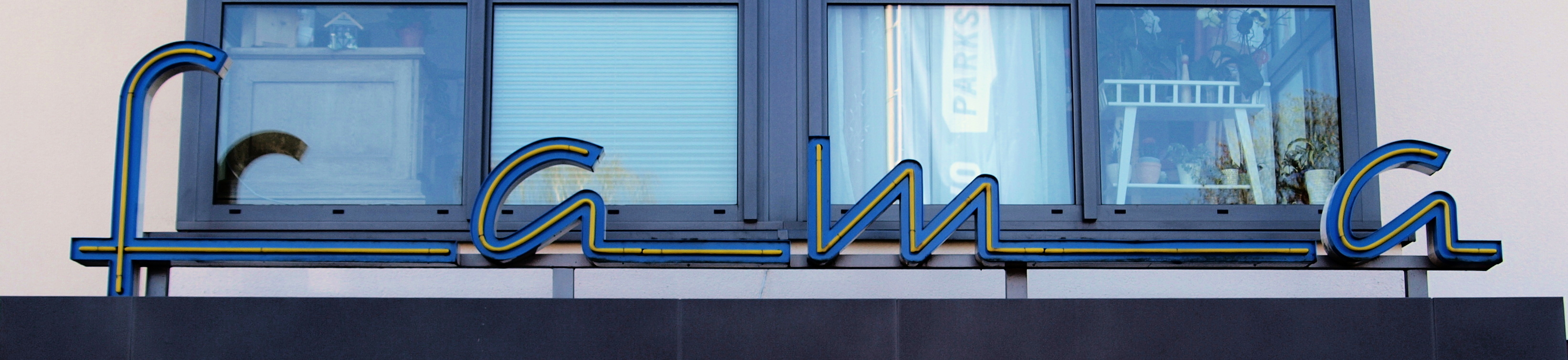
Fama Leuchtreklameschrift bei Tage

Das Fama Filmtheater (auch FAMA-Kino) war ein Kino im Hamburger Stadtteil Lurup, das von 1959 bis 2011 im Betrieb war.
Zuletzt hatte das Kino 330, nach anderen Quellen 280 Sitzplätze und eine Leinwand von 90 m² (70 m² laut ). Die technische Ausstattung bestand aus analogen Filmprojektoren und einem Dolby-SR-DIG-System Tonsystem.
Programmschwerpunkte bildeten Blockbuster, Undergroundfilme, Pornofilme, aber auch anspruchsvolle Filme, Erstaufführungen, Filmreihen, Horrorfilme, Trashfilme und Kultfilme, sowie Partys an Wochenenden. Bemerkenswert war 1995 die Aufführung einer Reihe Filme junger afrikanischer Regisseure. Daneben gab es regelmäßig Liveauftritte von Musikgruppen im Kinosaal, nachdem deren Lieblingsfilme aufgeführt wurden.  Außerdem war das Fama Spielort des Fantasy Filmfests.

## Geschichte
Das Kino wurde von der Familie von Mallesch, die eine erfolgreiche Fleischerei betrieben, im Rahmen eines Sozialbau-Programmes zusammen mit 200 Wohnungen in einem kleinen Einkaufszentrum mit sieben Geschäften in der Luruper Hauptstraße 276 errichtet. Der Name FAMA wurden aus den Initialen von FAmilie MAllesch gebildet. Das Gebäude war ein Wannenbau in den Farben türkis und rosé mit einer mit Mosaiksteinchen verzierten Fassade. Auch die Innenausstattung war gediegen und im Foyer plätscherte ein Springbrunnen. Der Vorführsaal hatte 668 Sitzplätze, eine 12,75 m breite Leinwand und war mit der modernsten damals verfügbaren Vorführtechnik ausgestattet. Die Preise für die Eintrittskarten wurden mit 1,30 bis 1,90 DM günstig gehalten. Zur technischen Ausstattung gehörten Filmprojektoren Frieseke & Hoepfner FH 99, Verstärker Telefunken Cinevox Le und Lautsprecher ebenfalls von Telefunken. Bild- u. Tonsystem Sc, 1 KL, Th, Var, O. Eröffnet wurde das Kino am 5. Juni 1959 mit dem deutschen Liebesfilm Was eine Frau im Frühling träumt von Erik Ode. Anfänglich bestand im Hamburger Westen ein Bedarf für ein Großraumkino wie das Fama, da das zuletzt ebenfalls von der Familie von Mallesch in der Luruper Hauptstraße 90 betriebene Union-Theater 1962 wegen Baumängeln geschlossen wurde. Allerdings sanken die Zuschauerzahlen im Laufe der 1960er Jahre aufgrund der zunehmenden Verbreitung der Fernsehgeräte und es wurde schwieriger, das Großkino wirtschaftlich zu betreiben. Am 8. Februar 1971 wurde dieser Standort mit dem Film Unsere Pauker gehen in die Luft geschlossen.  Anschließend wurde das Gebäude zum Supermarkt mit darüberliegendem Restaurant und Kegelbahn umgebaut.
(Ehemalige Lage bis 1971: 53° 35′ 54,1″ N, 9° 51′ 30,7″ O)
Als Ersatzstandort wurde auf der gegenüberliegenden Straßenseite, Luruper Hauptstraße 247, der ehemalige SPAR-Supermarkt um acht Meter aufgestockt. Das Erdgeschoss des Baues hatte eine rote Klinkerfassade, dort waren zwei Läden untergebracht. Die Fassade des aufgestockten Obergeschosses wurde mit modernen weißen, profilierten Dekroationskacheln verkleidet. Zwischen den beiden Läden war der Eingang zum Kino mit der Toilettenanlage und der Treppe zur Lobby im Obergeschoss, die ein großes Fenster zur Straßenseite hatte. Der neue Kinosaal hatte eine geringere Kapazität. Hierzu werden in den Quellen abweichende Werte genannt, wie 280 bzw. 330 Sitzplätze, und Leinwandgrößen von 90 m², bzw. 70 m². Die Technik wurde aus dem alten Standort übernommen. Im November 1971 konnte der Kinobetrieb von den Pächtern Lieselotte und Horst König wieder aufgenommen werden. 1988 übernahm Gerd Foelsner den Betrieb. 1977 pachteten Hans-Peter Jansen und seine Frau Lydia das Kino von der Erbengemeinschaft von Mallesch, die beide das im Nachbarstadtteil Hamburg-Eidelstedt gelegene Alabama Kino erfolgreich betrieben. Das Kino wurde mit einem Dolby-SR-DIG-System modernisiert. 1996 wurde die Bestuhlung um 120 Plätze verringert, um mehr Beinfreiheit für die Besucher zu schaffen. Jansen etablierte das Fama als Spielort des Fantasy Filmfests.
In den 2000er Jahren gingen die Zuschauerzahlen weiter zurück, der Betrieb wurde immer unrentabler, was eine Umstellung auf Digitaltechnik vereitelte. Das städtische Angebot großzügiger Fördermittel zum Bau von Wohnungen veranlasste die Erbengemeinschaft von Mallesch den Pachtvertrag mit Jansen zu beenden und das Kino zu schließen. Selbst die letzten planmäßigen Vorführungen am 18. Dezember 2011 von Hermine Huntgeburths Tom Sawyer und Paolo Sorrentinos Cheyenne – This Must Be the Place waren mit je 20 bis 30 Besuchern von nur noch geringem Publikumsinteresse geprägt, obwohl auch der Norddeutsche Rundfunk live von diesem Ereignis berichtete. Nach der Schließung wurde der Vorführsaal kurzzeitig als Studio zur Aufnahme einer Fernsehsendung genutzt. Die Abschiedsvorstellung mit Hans-Peter Jansen, der Familien von Mallesch und Freunden war am 15. Juni 2012 mit Ralf Huettners Film Ausgerechnet Sibirien.
Das Kino und benachbarte Gebäude wurden abgerissen und an deren Stelle von der Familie Mallesch das Senioren-Wohnzentrum Wohnpark Fama errichtet, über dessen Haupteingang der alte markante FAMA Leuchtreklamenschriftzug des Kinos aus den 1960er Jahren angebracht ist.